# Novoseleț, Sliven
Novoseleț (în bulgară Новоселец) este un sat în comuna Nova Zagora, regiunea Sliven,  Bulgaria. 

## Demografie
Componența etnică a satului Novoseleț
     Bulgari (89,44%)
     Turci (2,75%)
     Romi (5,5%)
     Nicio identificare (2,29%)
La recensământul din 2011, populația satului Novoseleț era de 436 locuitori. Din punct de vedere etnic, majoritatea locuitorilor (89,44%) erau bulgari, existând și minorități de romi (5,5%) și turci (2,75%). Pentru 2,29% din locuitori nu este cunoscută apartenența etnică.